# Szachy (miesięcznik)
Szachy – miesięcznik wydawany w latach 1946–1990, przez ten okres jedyne polskie czasopismo poświęcone szachom.
Założycielami czasopisma byli Tadeusz Czarnecki, Stanisław Gawlikowski oraz Marian Wróbel. Pierwszy numer ukazał się w styczniu 1947 roku. Do roku 1950 miesięcznik był oficjalnym organem Polskiego Związku Szachowego, do roku 1956 – Komitetu Kultury Fizycznej, zaś od roku 1957 był pismem niezależnym. Ostatnim wydawcą była Młodzieżowa Agencja Wydawnicza RSW Prasa-Książka-Ruch.
Czasopismo adresowane było do wszystkich miłośników szachów, bez względu na posiadany ranking bądź kategorię. W poszczególnych numerach znajdowały się relacje z najważniejszych turniejów krajowych oraz zagranicznych, działy poświęcone szkoleniu, teorii gry, kompozycji szachowej, szachom korespondencyjnym i młodzieżowym. Przez cały okres wydawania pisma ukazywały się w nim partie skomentowane przez najlepszych polskich szachistów. Od roku 1985, jako uzupełnienie, wydawano „Biuletyny miesięcznika Szachy”, zawierające opracowania teoretyczne, a także partie z turniejów.
Do września 1990 roku łącznie wydano 522 numery miesięcznika oraz 59 biuletynów. W roku 1960 nakład wynosił 4200 egzemplarzy, w 1978 – 12 000, a w 1986 – 14 000. Liczba stron w poszczególnych latach wynosiła od 16 do 32.

## Kolejni redaktorzy naczelni
- Saturnin Limbach, A. Michałowski (1946)[1]
- Tadeusz Czarnecki (1947-1950)
- Władysław Litmanowicz (1950-1984)
- Paweł Kerntopf (1984-1986)
- Andrzej Filipowicz (1986-1990)